# Larinioides cornutus
Espèce
Synonymes
- Araneus cornutus Clerck, 1757
- Aranea leuwenhoekii Scopoli, 1763
- Aranea foliata Fourcroy, 1785
- Aranea apoclisa Walckenaer, 1802
- Epeira marmorata Risso, 1826
- Epeira lyrata Fischer de Waldheim, 1830
- Epeira tricolor Fischer de Waldheim, 1830
- Epeira arundinacea C. L. Koch, 1835
- Epeira apoclisa americana Walckenaer, 1841
- Epeira foliosa Walckenaer, 1841
- Epeira affinis Blackwall, 1846
- Epeira strix Hentz, 1847
- Epeira tectorum Bremi-Wolff, 1849
- Epeira vicaria Kulczyński, 1885
- Aranea frondosa Comstock, 1940

Larinioides cornutus, l'Épeire des roseaux, est une espèce d'araignées aranéomorphes de la famille des Araneidae.

## Distribution

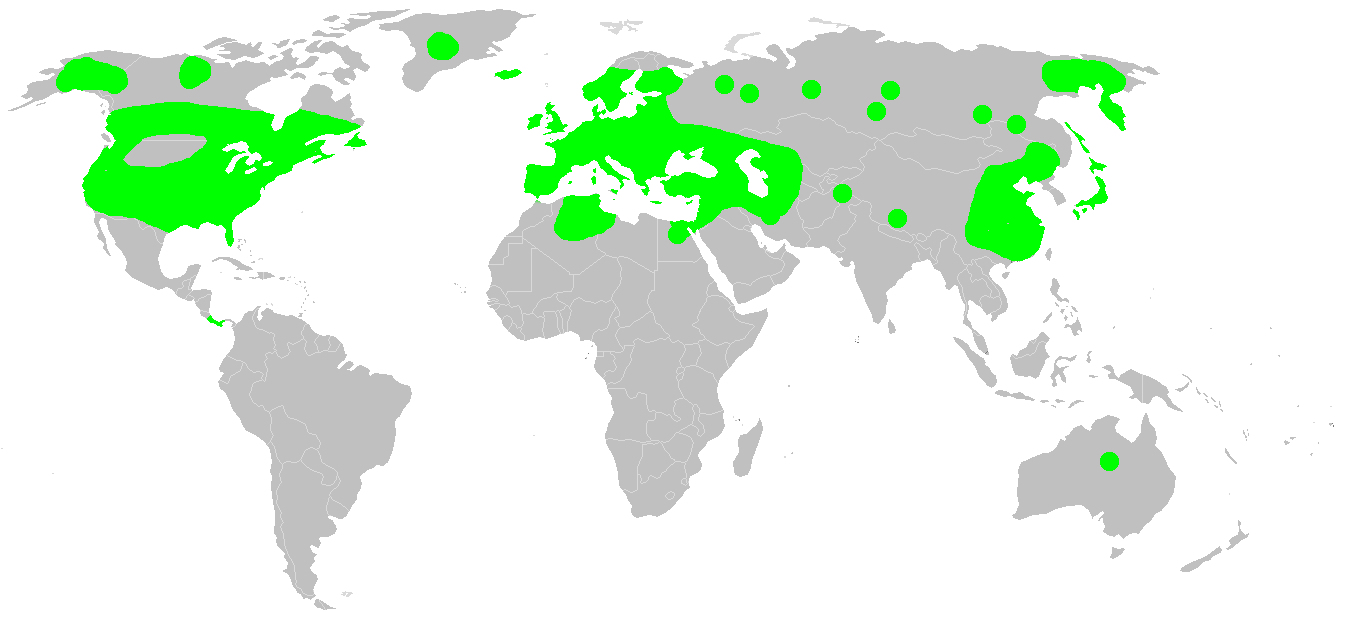
Distribution

Cette espèce se rencontre en zone holarctique.

## Habitat
C'est une araignée nocturne qui vit dans les endroits humides et près des plans d'eau, tel un étang ou un marécage.

## Description
Les mâles mesurent de 4,7 à 8,5 mm et les femelles de 6,5 à 14,0 mm.

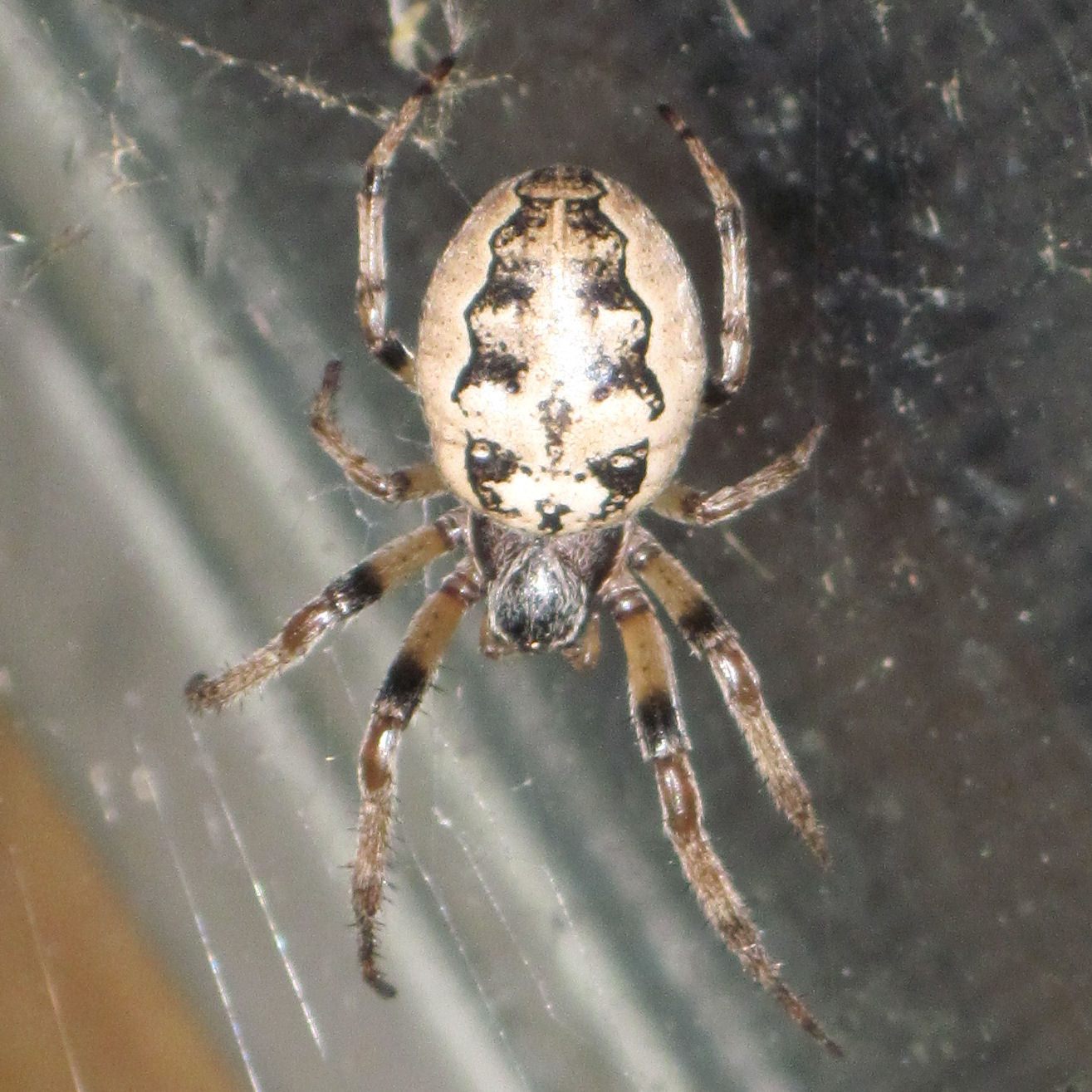
Larinioides cornutus ♀ du Michigan

Son abdomen est ovale, beige et orné de taches brunes. L'ornementation abdominale varie peu selon les spécimens. Le céphalothorax est petit, velu et quelque peu en retrait sous le lobe frontal de l'abdomen. Ses pattes sont ornées de bandes brunes et pourvues de petites épines.
Son folium est formé de deux larges bandes divergentes et noires, aux rebords ondulés et découpés de lignes transversales blanchâtres, formant ainsi de petits losanges.
C'est l'une des rares épeires qui vit plus d'un an. Elle passe l'hiver dans la tige d'une ombellifère, et se laissera geler. Elle replie ses pattes, et l'hémolymphe contenu dans celles-ci se concentre vers le corps. Elle s'active tôt au printemps, à la recherche de ses premières proies.

## Reproduction
L'accouplement survient en automne et à nouveau au printemps. La femelle produit 3 à 5 cocons jaunâtres pour y déposer ses œufs.

## Confusion
Larinioides folium préfère les endroits secs. Elle ressemble tant à Larinioides cornutus qu'un examen minutieux de l'édéage peut s'avérer nécessaire pour identifier un spécimen.

## Galerie

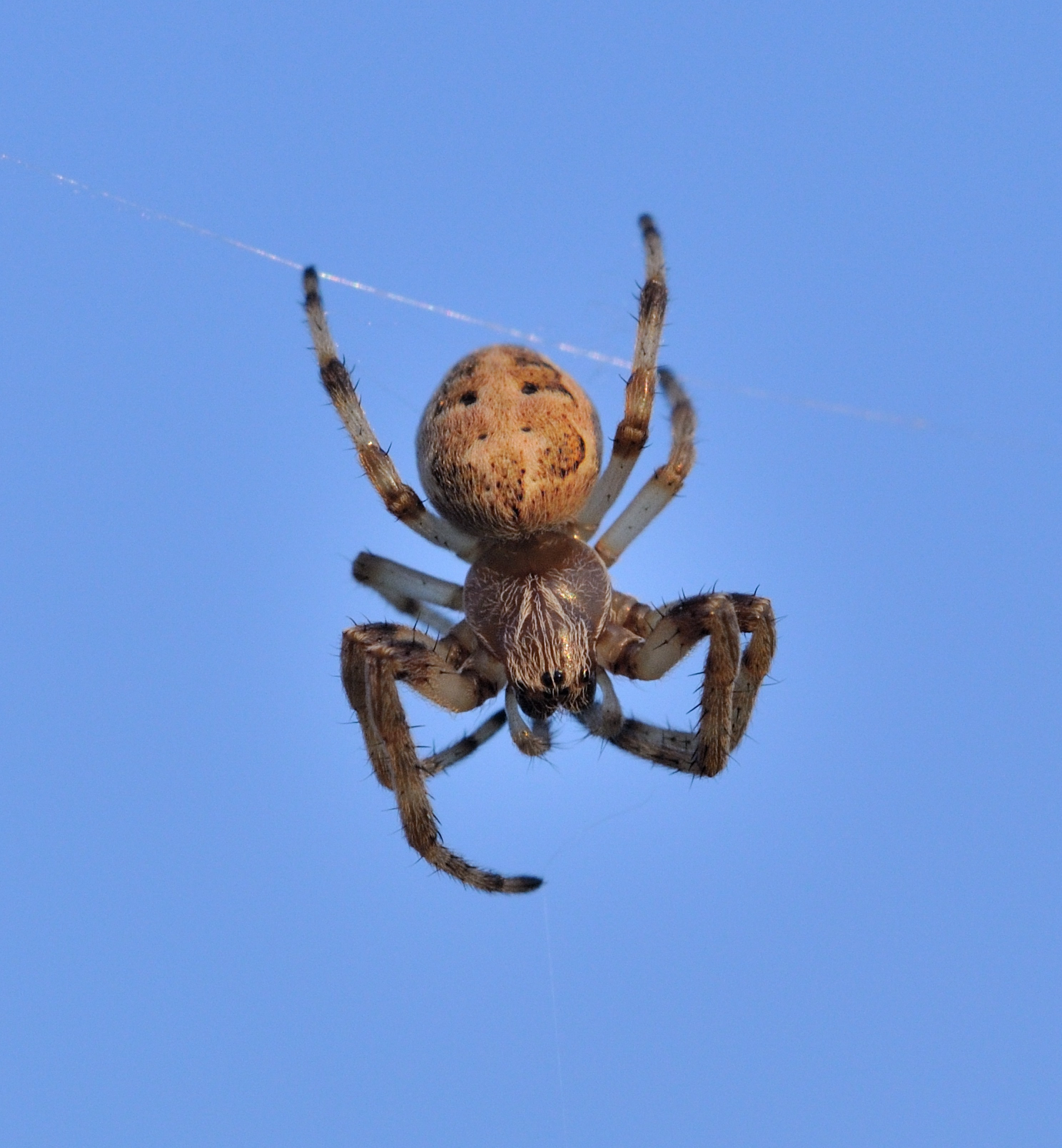
femelle
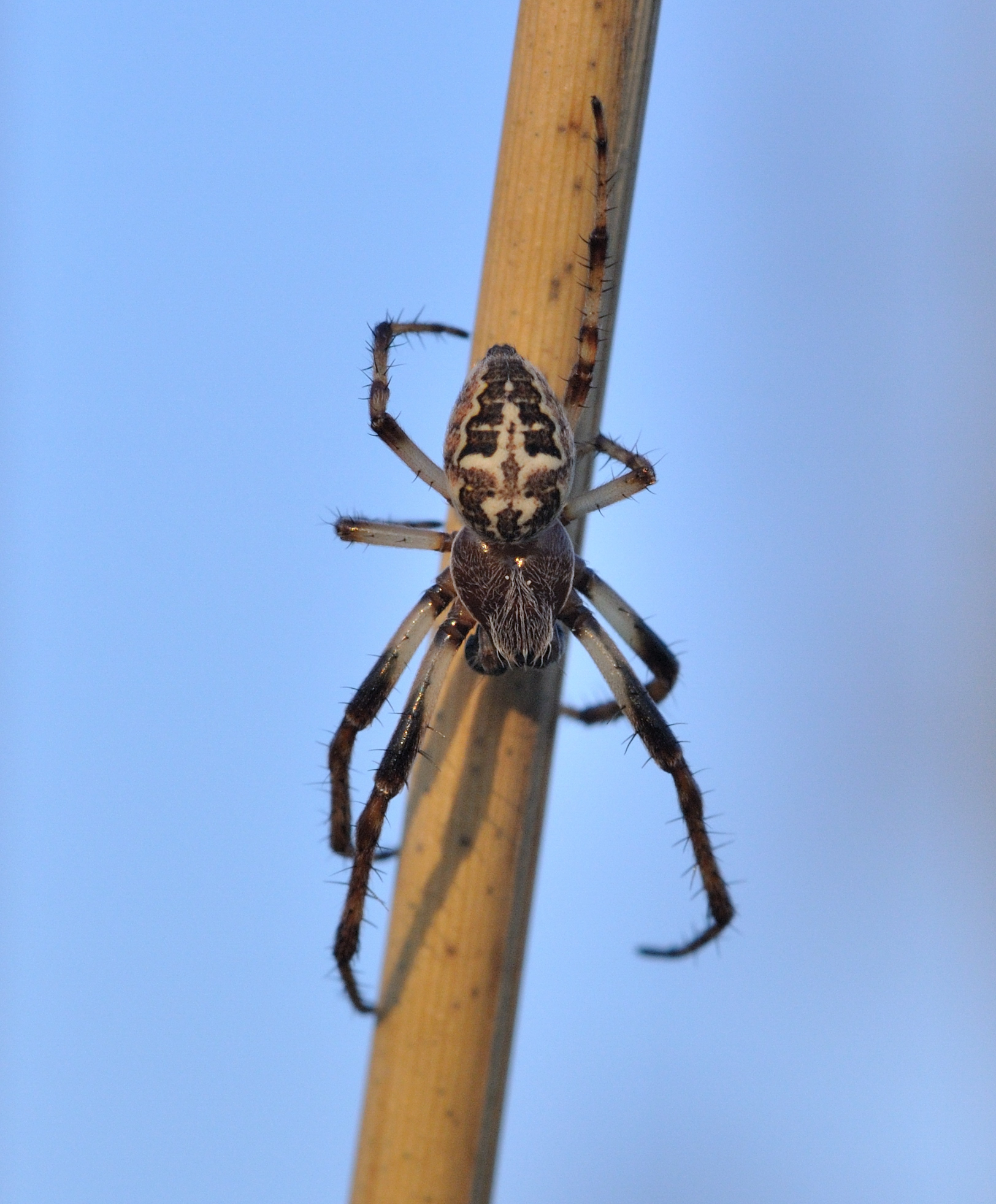
mâle
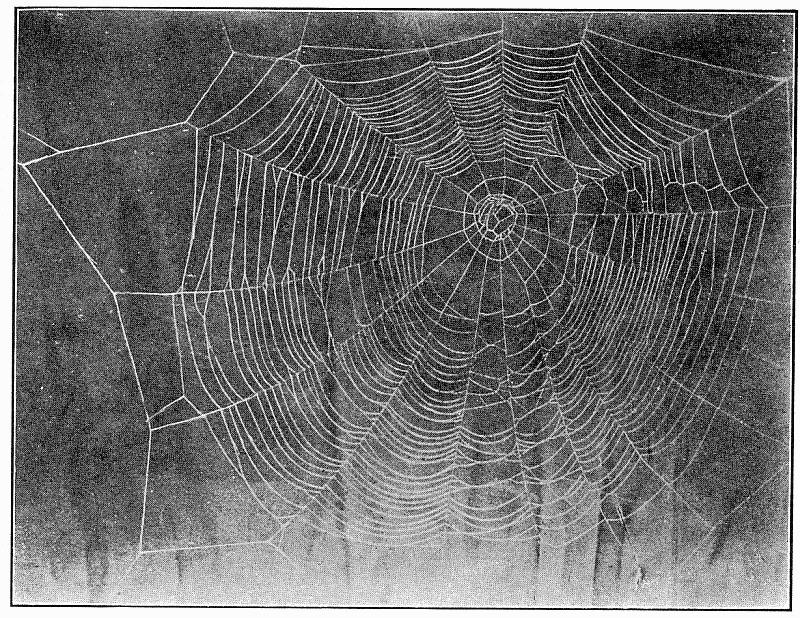
Toile
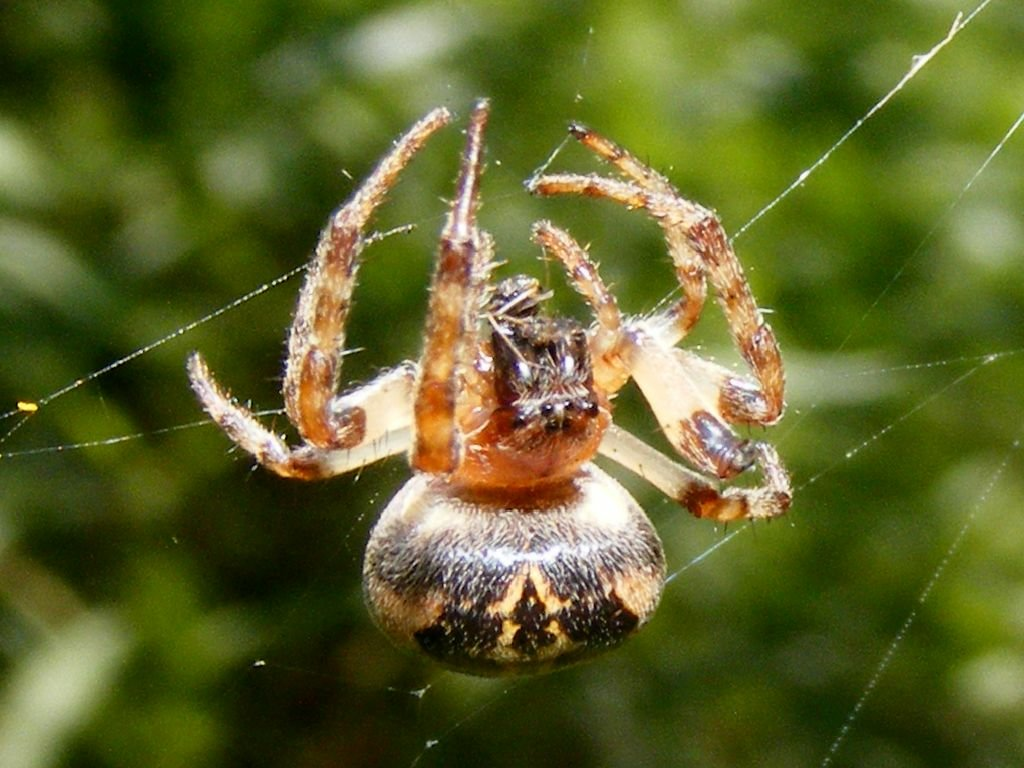
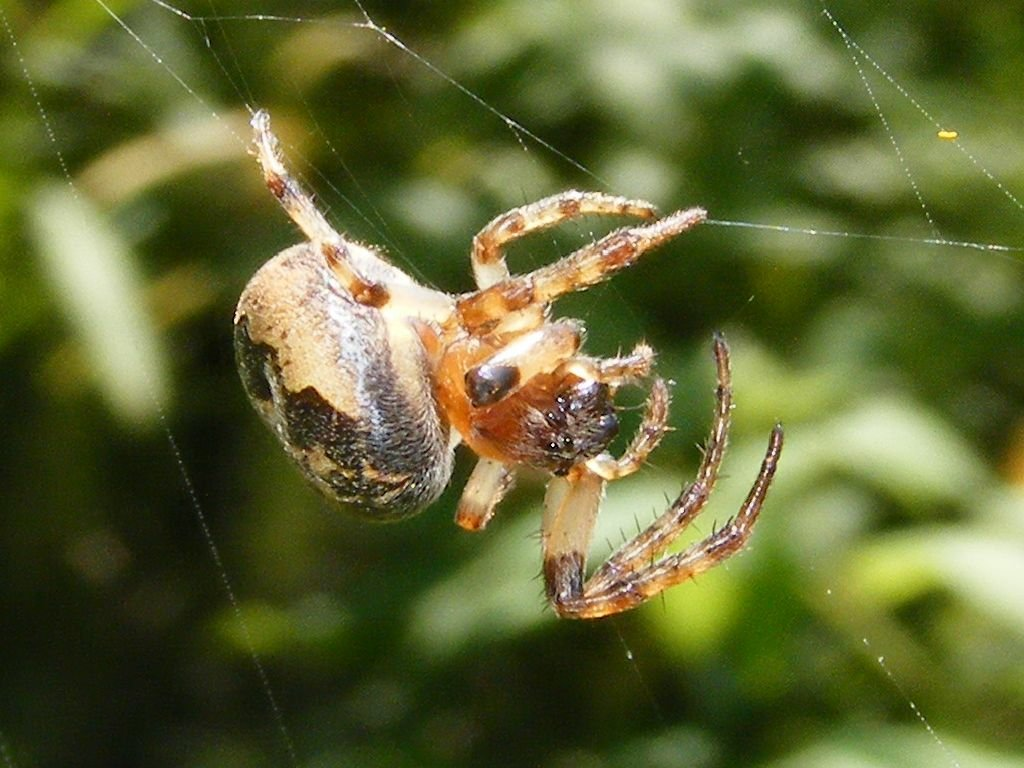
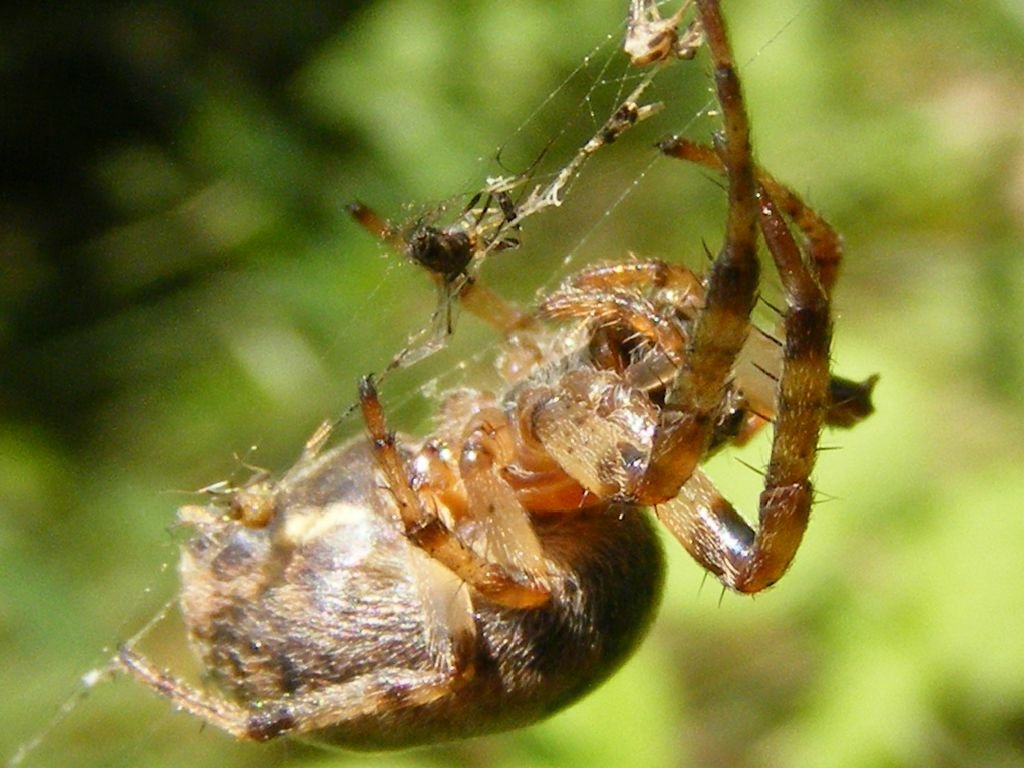
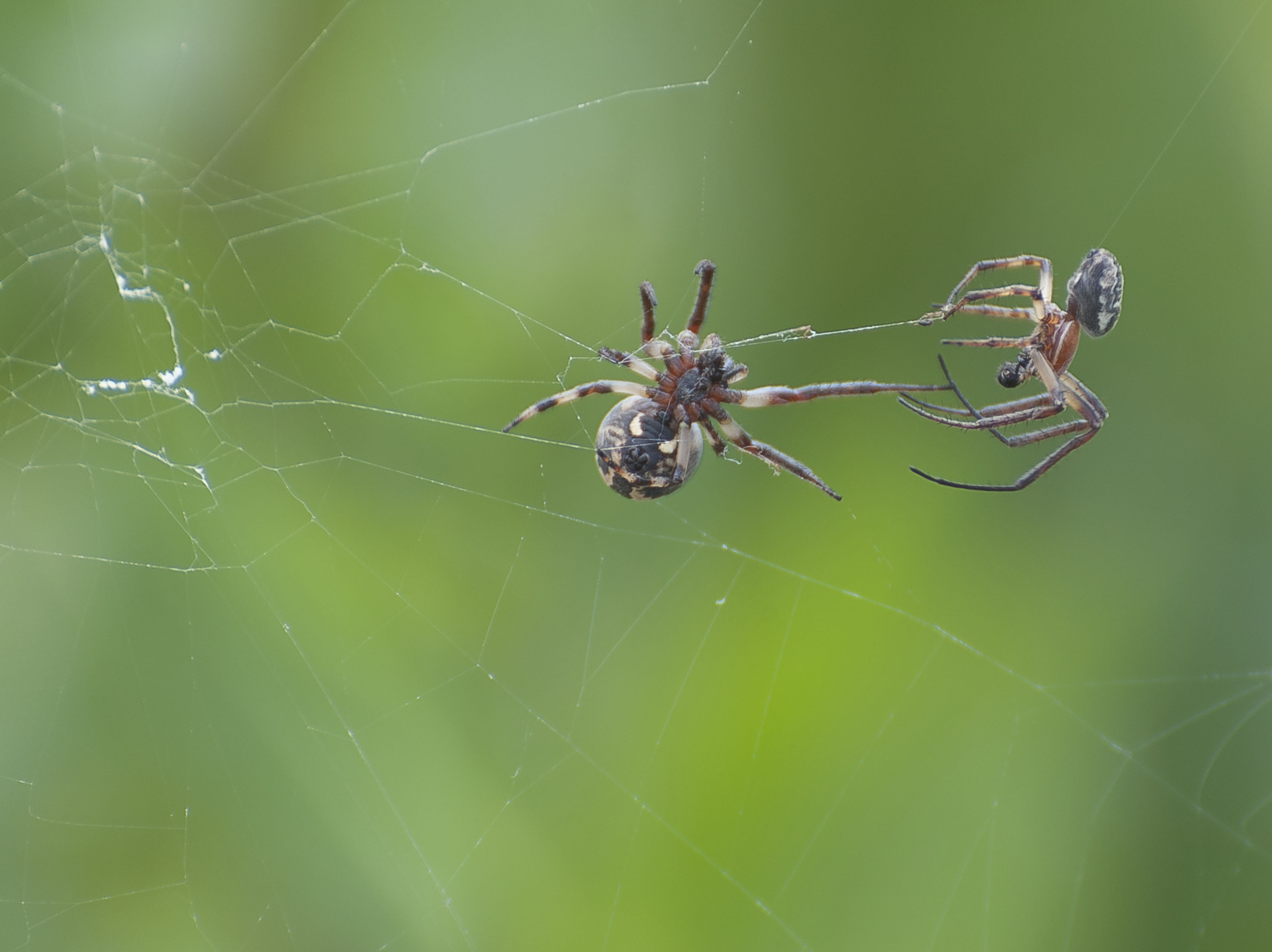

## Publication originale
- Clerck, 1757 : Svenska spindlar, uti sina hufvud-slågter indelte samt under några och sextio särskildte arter beskrefne och med illuminerade figurer uplyste. Stockholmiae, p. 1-154.